# روبرت جاي ديكسون
روبرت جاي ديكسون (بالإنجليزية: Robert J. Dixon)‏ هو ضابط أمريكي، ولد في 9 أبريل 1920 في نيويورك في الولايات المتحدة، وتوفي في 21 مارس 2003 في فير أواكس رانتش في الولايات المتحدة.